# Suphanburi (provincie)
Suphanburi is een Thaise provincie in het centrale gedeelte van Thailand. In December 2002 had de provincie 863.304 inwoners, waarmee het de 26e provincie qua bevolking in Thailand is. Met een oppervlakte van 5358 km² is het de 40e provincie qua omvang in Thailand. De provincie ligt op ongeveer 100 kilometer van Bangkok. Suphanburi grenst aan de provincies: Chainat, Singburi, Ang Thong, Ayutthaya, Nakhon Pathom, Kanchanaburi en Uthai Thani.

## Provinciale symbolen
|  | Het zegel toont de olifantenveldslag tussen koning Naresuan de Grote en de kroonprins van Birma in 1592, die plaatsvond in Suphanburi. De provinciale boom is de Diospyros mollis. |

## Klimaat
De gemiddelde jaartemperatuur is 32 graden. De temperatuur schommelt tussen 16 graden en 40 graden. Gemiddeld valt er 988 mm regen per jaar.

## Politiek

### Bestuurlijke indeling
De provincie is onderverdeeld in 10 districten (Amphoe) namelijk:
| Amphoe | Changwat Suphanburi |
| --- | ------------------- |
| 1. Suphan Buri 2. Doem Bang Nang Buat 3. Dan Chang 4. Bang Pla Ma 5. Si Prachan 6. Don Chedi 7. Song Phi Nong 8. Sam Chuk 9. U Thong 10. Ya Sai | Suphanburi          |